# Etheostoma scotti
Etheostoma scotti és una espècie de peix de la família dels pèrcids i de l'ordre dels perciformes que es troba a Nord-amèrica: Geòrgia (Estats Units).
És un peix d'aigua dolça, bentopelàgic i de clima temperat.